# Dudley Moore
Dudley Stuart John Moore CBE, född 19 april 1935 i Dagenham i Barking and Dagenham, London, död 27 mars 2002 i Plainfield, New Jersey, var en brittisk komiker, skådespelare, pianist och kompositör.
Moores karriär som komediskådespelare förstärktes med en serie framgångsrika Hollywood-filmer, främst Tjejen som visste för mycket (1978), Blåst på konfekten (1979) och En brud för mycket (1981). Moore nominerades för den sistnämnda till en Oscar för bästa manliga huvudroll i rollen som Arthur och vann en Golden Globe Award. Han erhöll en andra Golden Globe för sin roll i Micki + Maude (1984).

## Biografi
Moore utbildade sig vid universitetet i Oxford på ett musikstipendium. Han tillhörde Magdalen College. Så småningom fick han utlopp för sina komeditalanger i olika former av studentteater. Han bildade en duo med Peter Cook, och tillsammans gjorde de många bejublade nummer, både för scen och tv i Storbritannien.
Moore hade filmroller från 1960-talet. Han uppmärksammades av Hollywood och slog sig ner permanent i Los Angeles, Kalifornien. Under större delen av sitt liv i L. A. bodde han i en strandvilla i Marina del Rey. Han var delägare i den framgångsrika restaurangen 72 Market Street i den angränsande stadsdelen Venice. Han grundade restaurangen tillsammans med Liza Minnelli och den amerikanske skådespelaren, regissören och producenten Tony Bill. Moore brukade ofta spela piano för restaurangens gäster.
Moore gjorde sina mest framgångsrika och välkända roller i Tjejen som visste för mycket (1978) med Goldie Hawn, Blåst på konfekten (1979) med Julie Andrews och Bo Derek, och En brud för mycket (1981) med Liza Minnelli.
Musiken var alltid en del av Moores liv och han komponerade ett flertal pianostycken. Han spelade ofta piano på film.
På senare år drabbades Moore av den svårartade nerv- och muskelsjukdomen PSP, och han avled 2002 på ett vårdhem i New Jersey i USA.

### Privatliv
Moore var gift fyra gånger, först med Suzy Kendall från juni 1968 (skilda september 1972), andra gången med Tuesday Weld 20 september 1975 (skilda 1980); de fick sonen Patrick, född 1976, tillsammans. Tredje gången gifte han sig med Brogan Lane 21 februari 1988 (skilda december 1991) och fjärde och sista gången med Nicole Rothschild 16 april 1994 (skilda november 1998).

## Filmografi i urval
- 1966 – Man bara dör... eller historien om det lefvande liket
- 1967 – Djävulen och jag
- 1968 – 30 Is a Dangerous Age, Cynthia
- 1972 – Alice i Underlandet
- 1978 – En jycke för mycket
- 1978 – Tjejen som visste för mycket
- 1979 – Blåst på konfekten
- 1981 – En brud för mycket
- 1983 – Kär och galen
- 1984 – Unfaithfully Yours
- 1984 – Micki + Maude
- 1985 – Santa Claus: The Movie
- 1987 – Like Father Like Son
- 1988 – Arthur 2: On the Rocks
- 1992 – Panik på hotellet
- 1993 – Dudley (TV-serie)
- 1998 – The Mighty Kong